# Helge Refn
Helge Erik Lund Refn (5. november 1908 i København – 10. maj 1985) var en dansk kunstner og teatermaler.
Helge Refn tegnede kostumer og scenografi til en lang række forestillinger bl.a. på Det Kongelige Teater og Dramaten i Stockholm og mange plakater til forestillingerne.
Han var elev i Paris 1929-1931 hos maleren Fernand Léger og senere hos teatermaleren Louis Jouvet.
Helge Refn tegnede også plakater, som ikke var knyttet til teaterforestillinger: to til Tivoli; en til ugeprogrammet (1960) og årsplakaten (1985). Desuden seks årsplakater for DSB (1979 originaltegningen på Museum of Modern Art i New York) og plakat for kombinerede tog- og teaterbilletter (DSB/ARTE) 1985.
Udsmykning på Storebæltsfærgen Kronprins Frederik. I 1985 udgav det danske postvæsen et frimærke tegnet af Helge Refn med et motiv fra færgen.

## Ekstern henvisning
- Helge Refn på Kunstindeks Danmark/Weilbachs Kunstnerleksikon